# Amitostigma dolichocentrum
Amitostigma dolichocentrum är en orkidéart som beskrevs av Tang, F.T.Wang och Kai Yung Lang. Amitostigma dolichocentrum ingår i släktet Amitostigma och familjen orkidéer. Inga underarter finns listade i Catalogue of Life.